# 牛心岭村
牛心岭村是中华人民共和国广东省广州市从化区太平镇所辖的一个行政村。村委会设在老屋，位于太平圩西面约5千米。该地因处于一座外形如同牛心的山岗下方而得名。1958年人民公社化时期，与何家埔村合并，称为心星大队。到了1974年，又从心星大队分出，改称牛心岭大队。1983年12月并入太平乡，1987年1月分出改称村。辖4条自然村（老屋、新屋、南蛇头、白马塘）。1998年时，全村共有143户，人口706人。